# Малая цивета
Малая цивета, или расса (лат. Viverricula indica) принадлежит к семейству виверровых, отряду хищных. Эта цивета — одна из самых маленьких цивет, что соответствует её названию. Длина её тела не больше 55 см, вес — 2 кг. Её отличает довольно узкая голова с широкими ушами. Мех её жёсткий серо-бурого цвета, на котором много тёмно-бурых пятен. Хвост с многочисленными кольцами.

## Места обитания
Малая цивета обитает от подножья Гималаев по всей Индии, кроме областей, прилегающих к Инду, и западной части Раджастхана: на Цейлоне, в Ассаме, Южном Китае, на Малаккском полуострове, Суматре, Яве и, вероятно, на других южноазиатских островах. Водится она и на Сокотре, куда, вероятно, завезена, на Коморских островах и на Мадагаскаре. Живёт она в норах или между скалами, в лесах, иногда около человеческих жилищ, а иногда даже в них. Местные жители говорят, что она легко лазает по деревьям и бродит нередко и днём.

## Размножение
Малая цивета приносит три-пять детёнышей.

## Цивета и люди
На родине цивета пользуется большим почётом благодаря цибету, употребление которого очень популярно среди местных жителей. Этим веществом малайцы опрыскивают свои жилища, но этот запах невыносим для европейцев.
Питаясь кофейными зёрнами, цивета «участвует» в приготовлении самого дорогого сорта кофе в мире «Kopi Luwak» или «Кофе циветы». Животные наедаются спелыми зернами, но они не перевариваются и выходят с экскрементами. Этот процесс происходит на островах Суматра, Ява и Сулавеси индонезийского архипелага, в Филиппинах (где конечный продукт называется Kape Alamid), во Вьетнаме и в кофейных провинциях Южной Индии. Фермеры собирают эти зерна и продают перекупщикам. Считается, что энзимы (ферменты) в желудке циветы улучшают вкус кофе, расщепляя белки, которые придают кофе его горький вкус. Очищенное зерно слегка обжаривают, чтобы не уничтожить сложный аромат, который получают в результате этого процесса. В 2004 году в результате вируса SARS было истреблено тысячи цивет, но из-за этого спрос на кофе не изменился.

## Питание
Держат рассу в клетках, кормят рисом, бананами и птицами. Через определённые промежутки собирают у неё цибет. Малайцы говорят, что после обильного кормления животного бананами цибет становится наиболее благовонным.